# Lyrikstationen (Stuttgart)

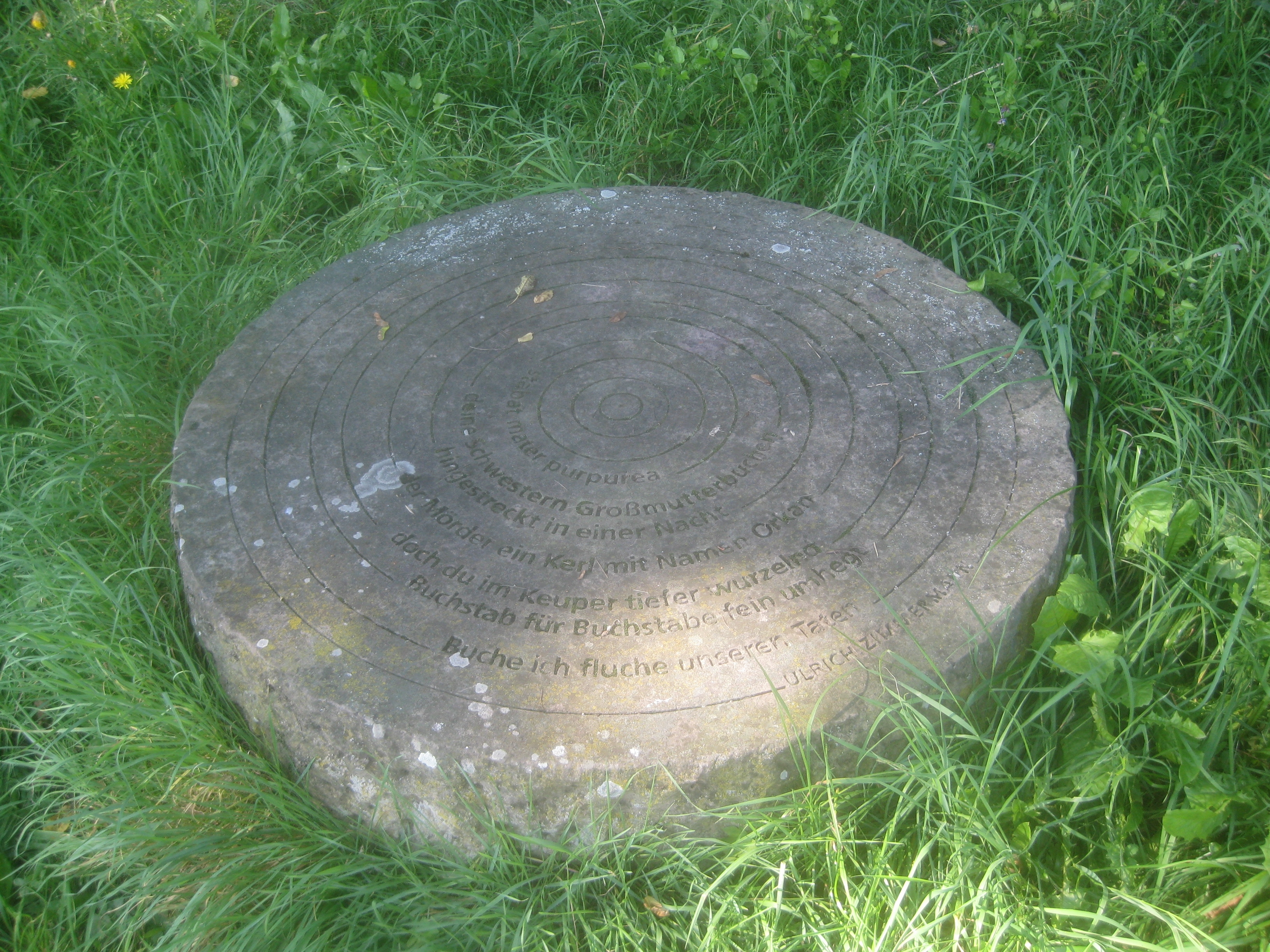
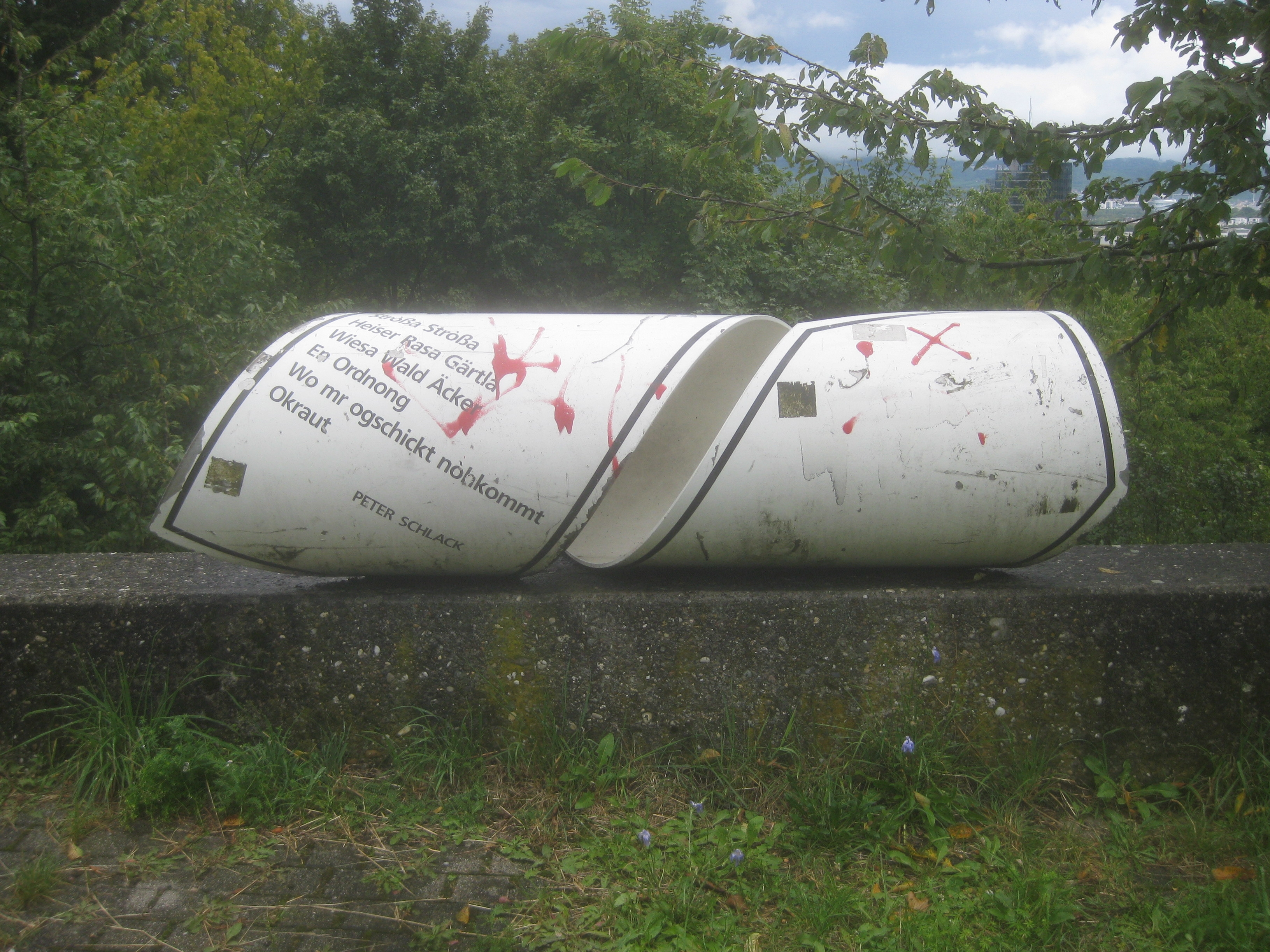
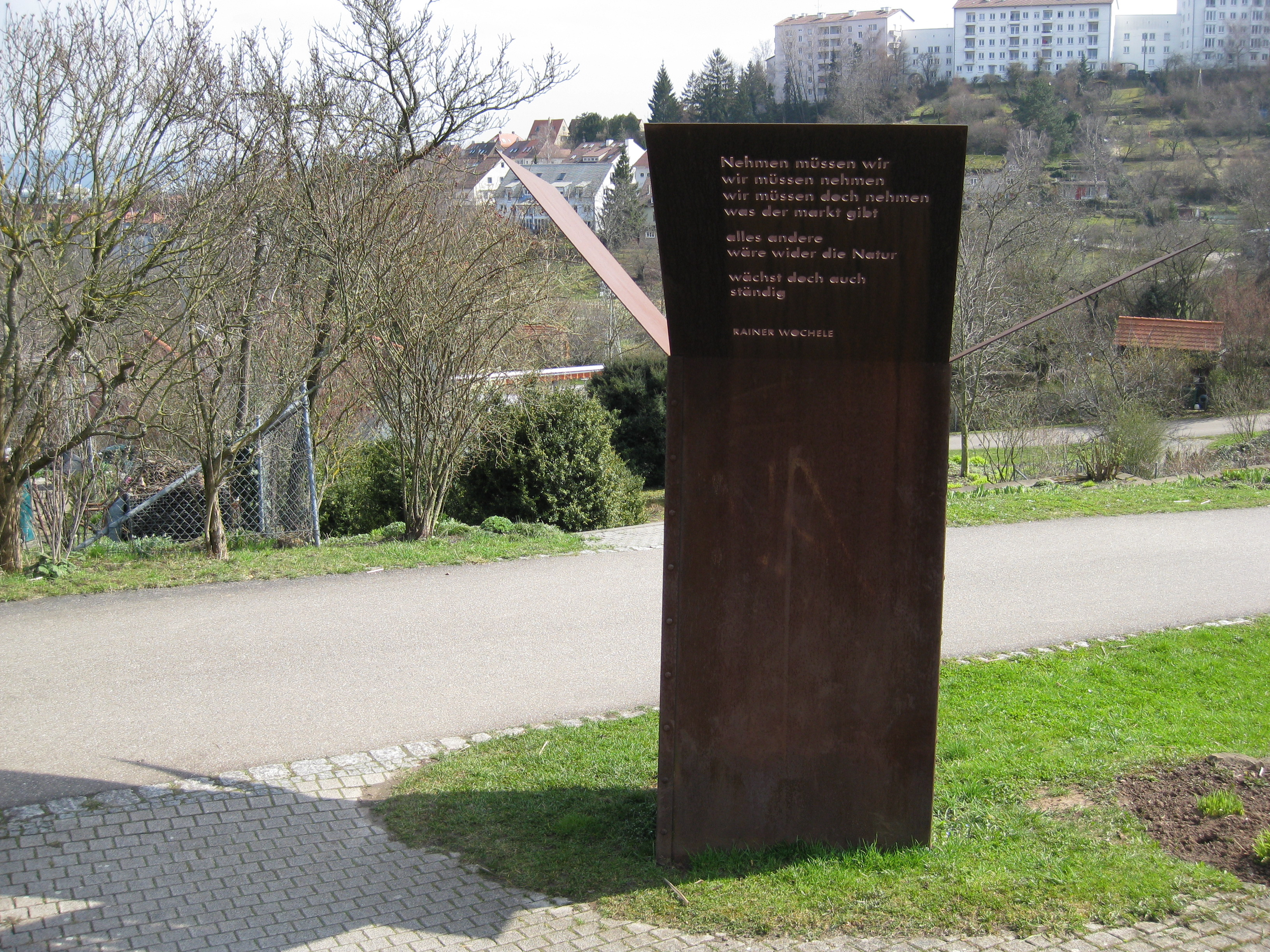
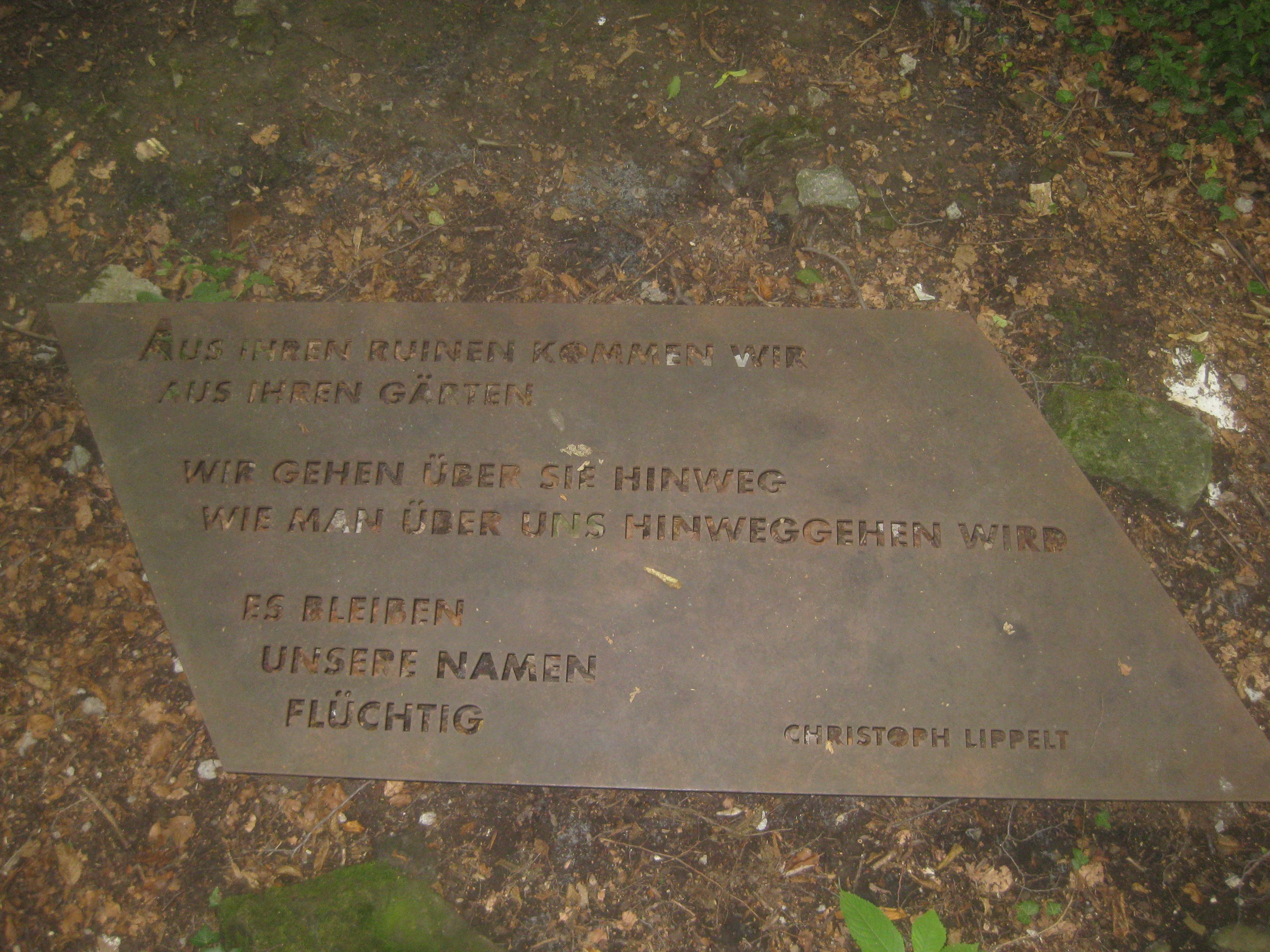
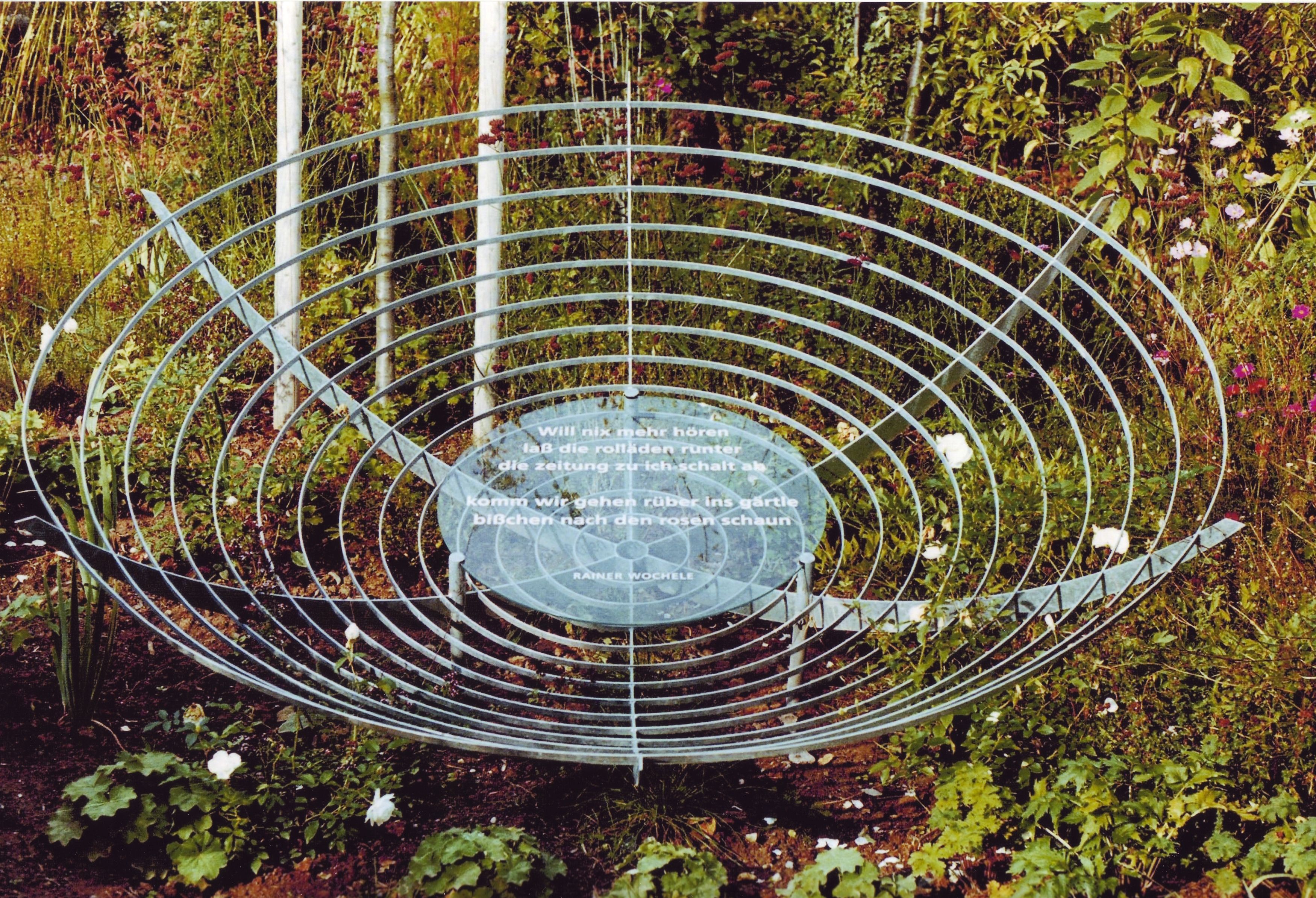
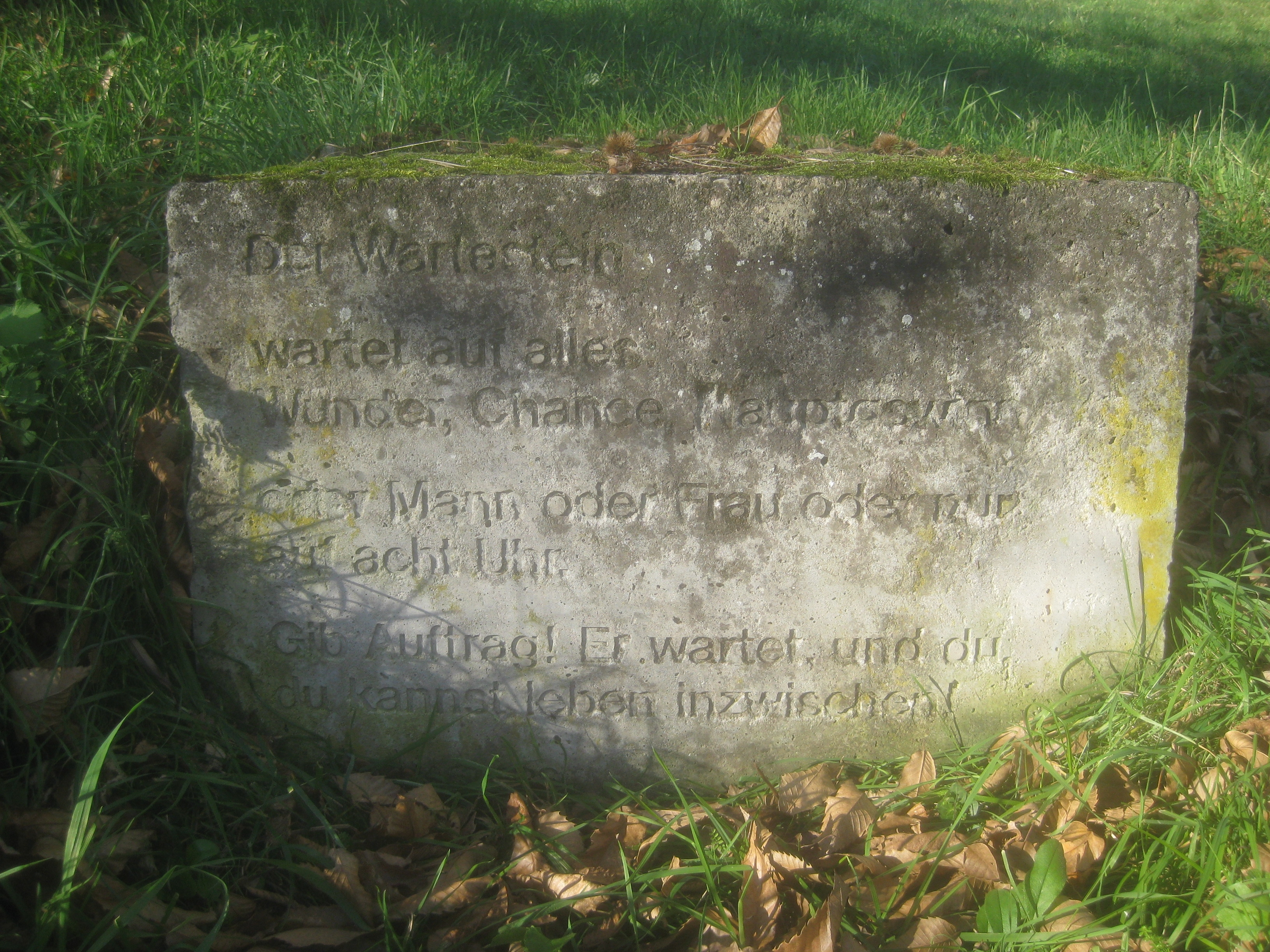
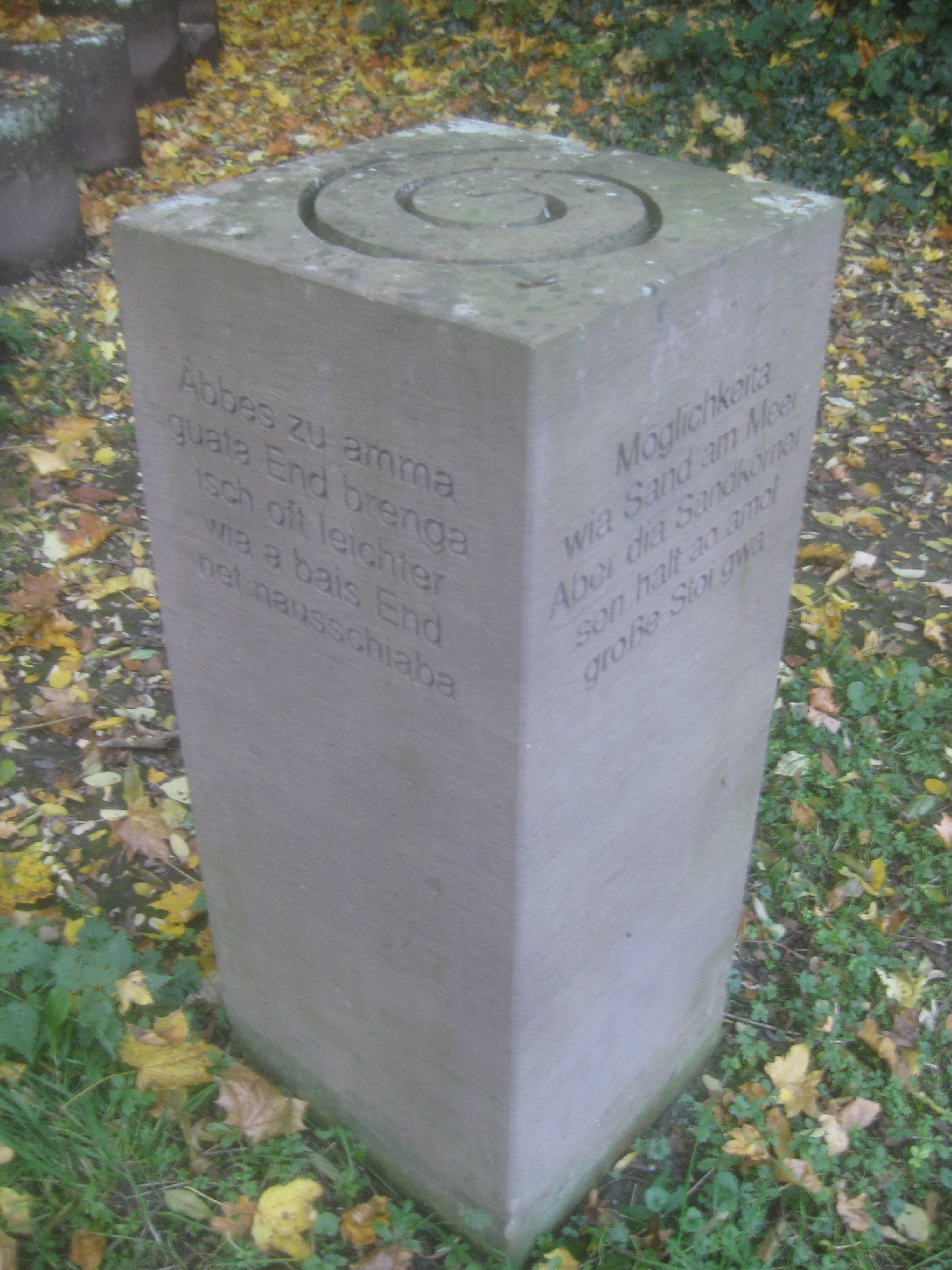
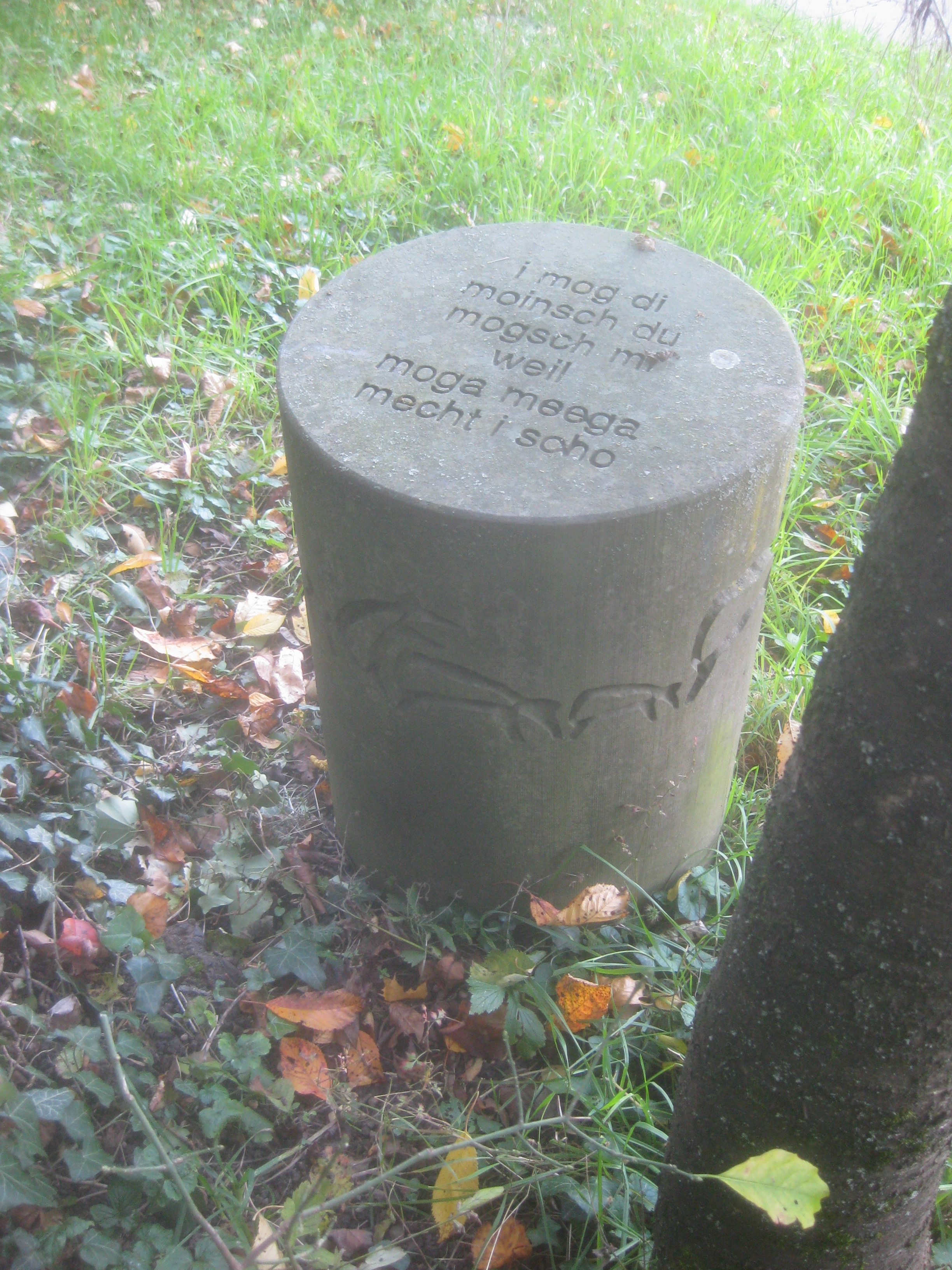
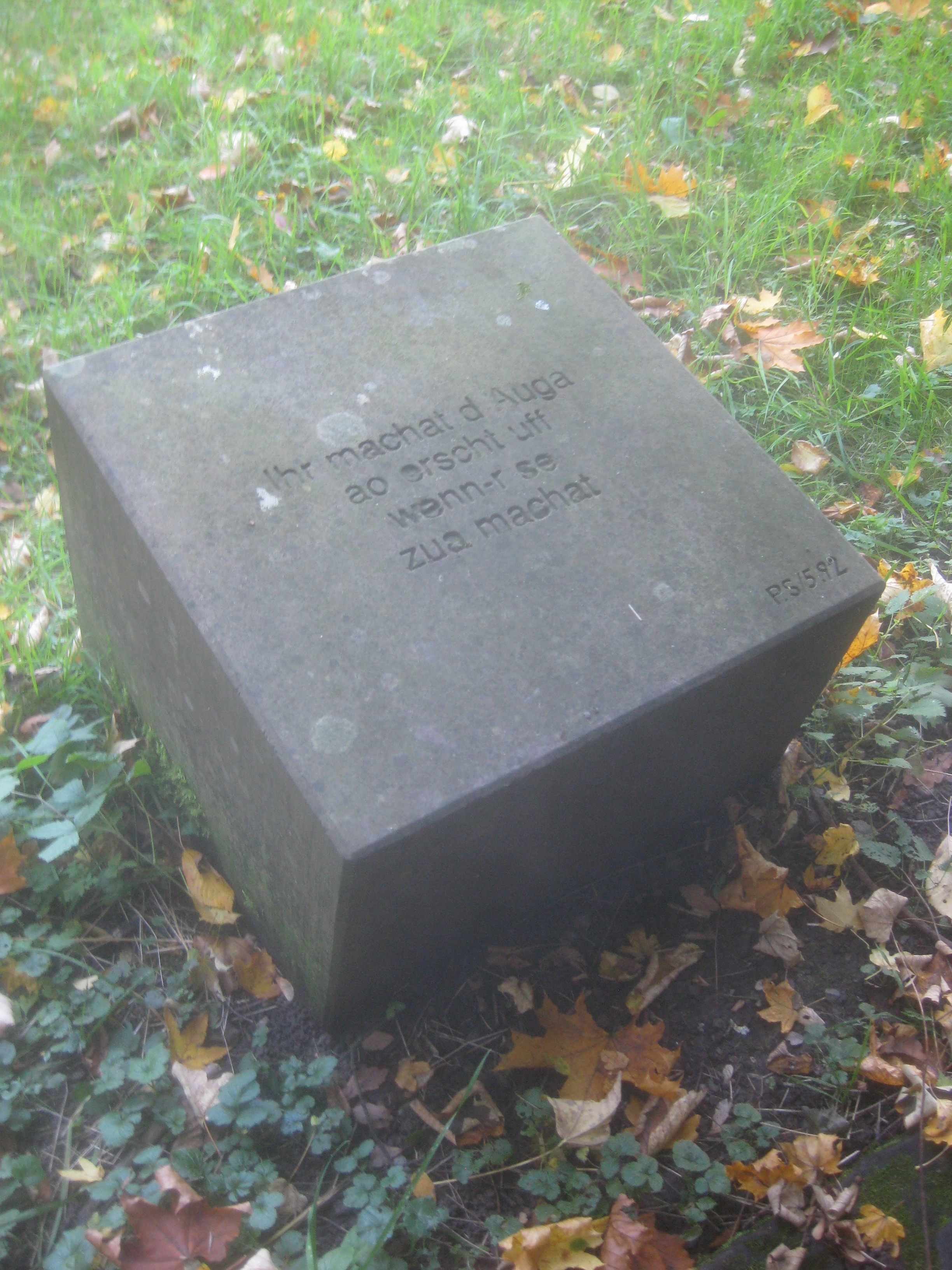
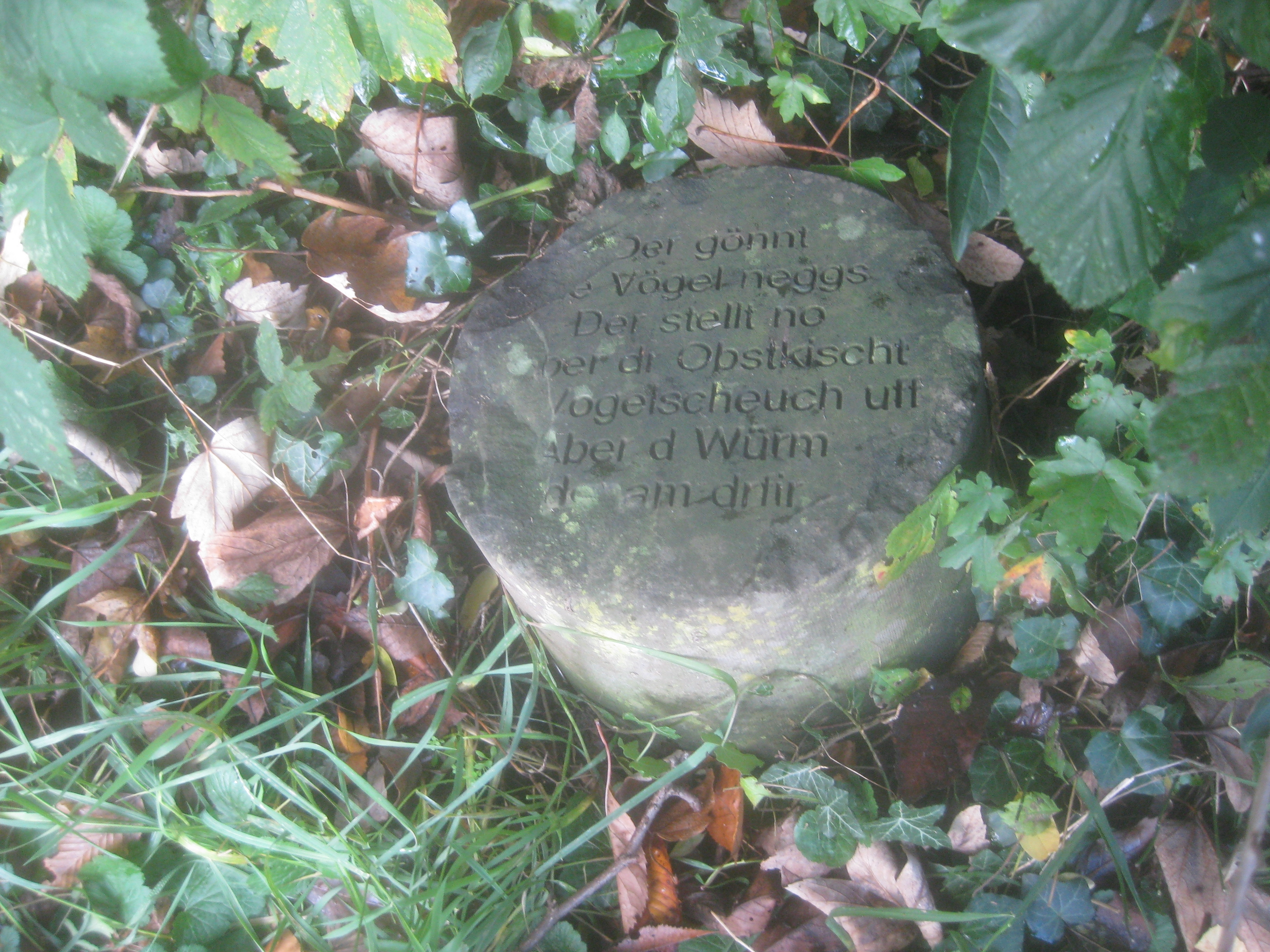
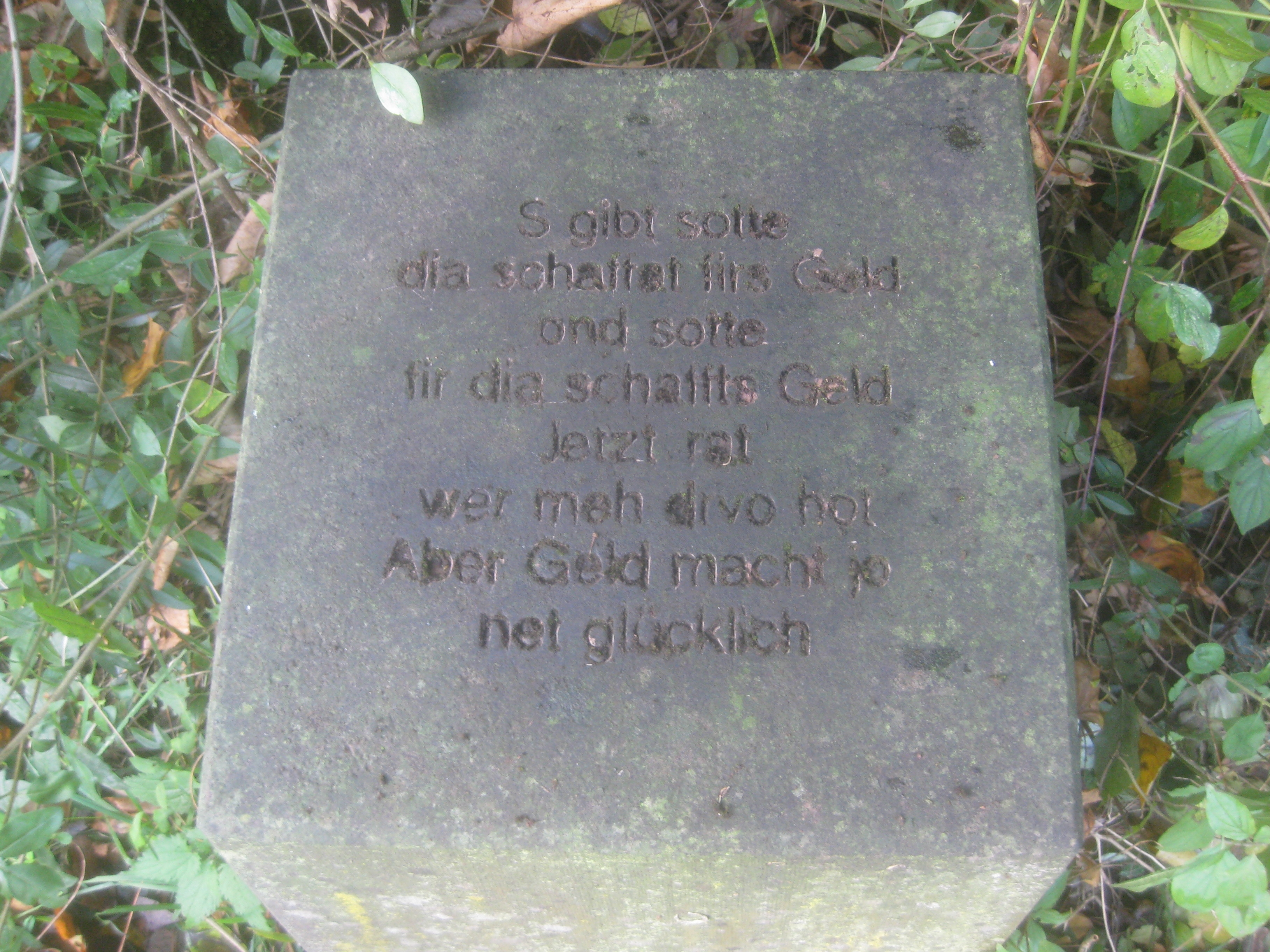
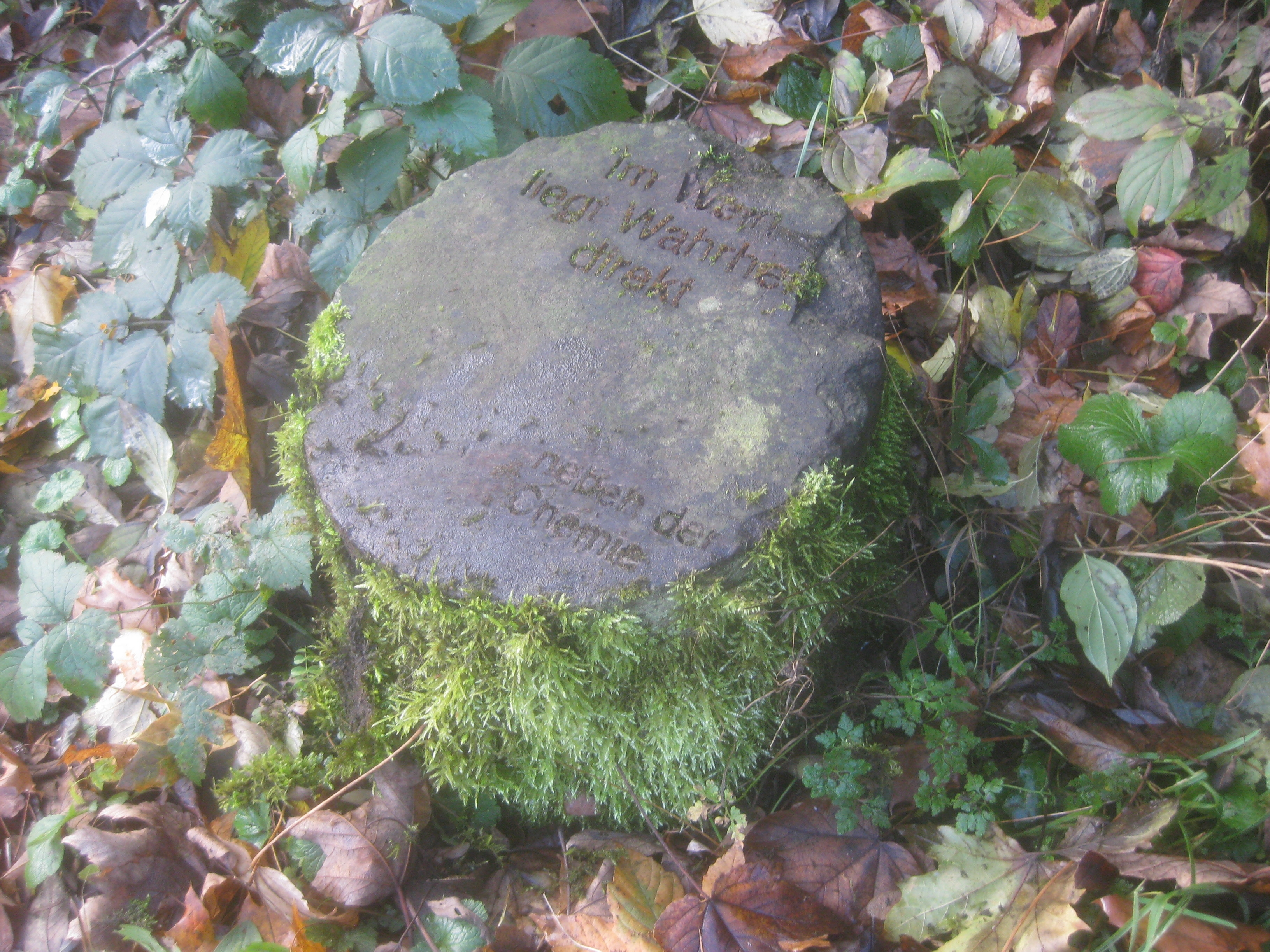
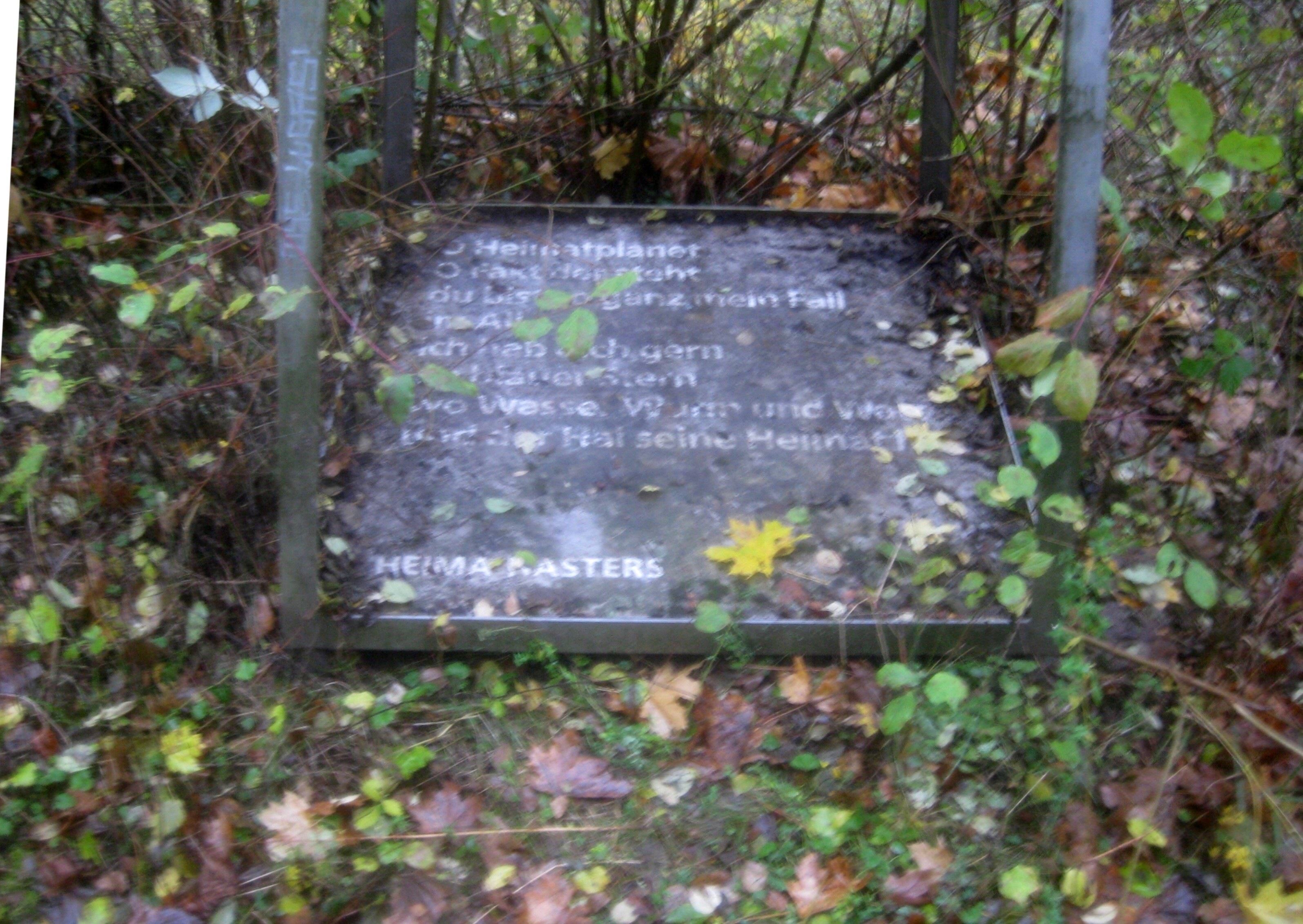
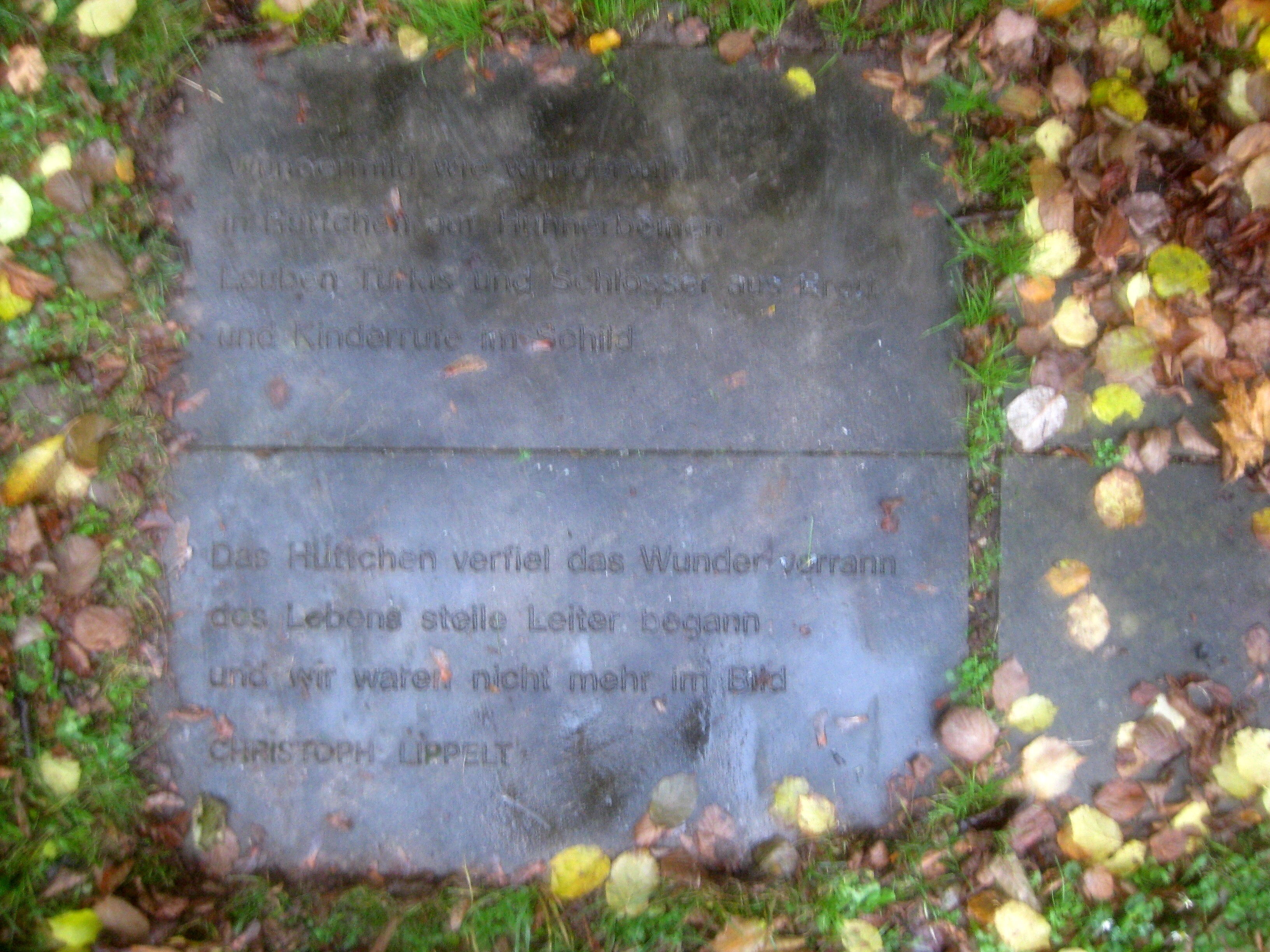
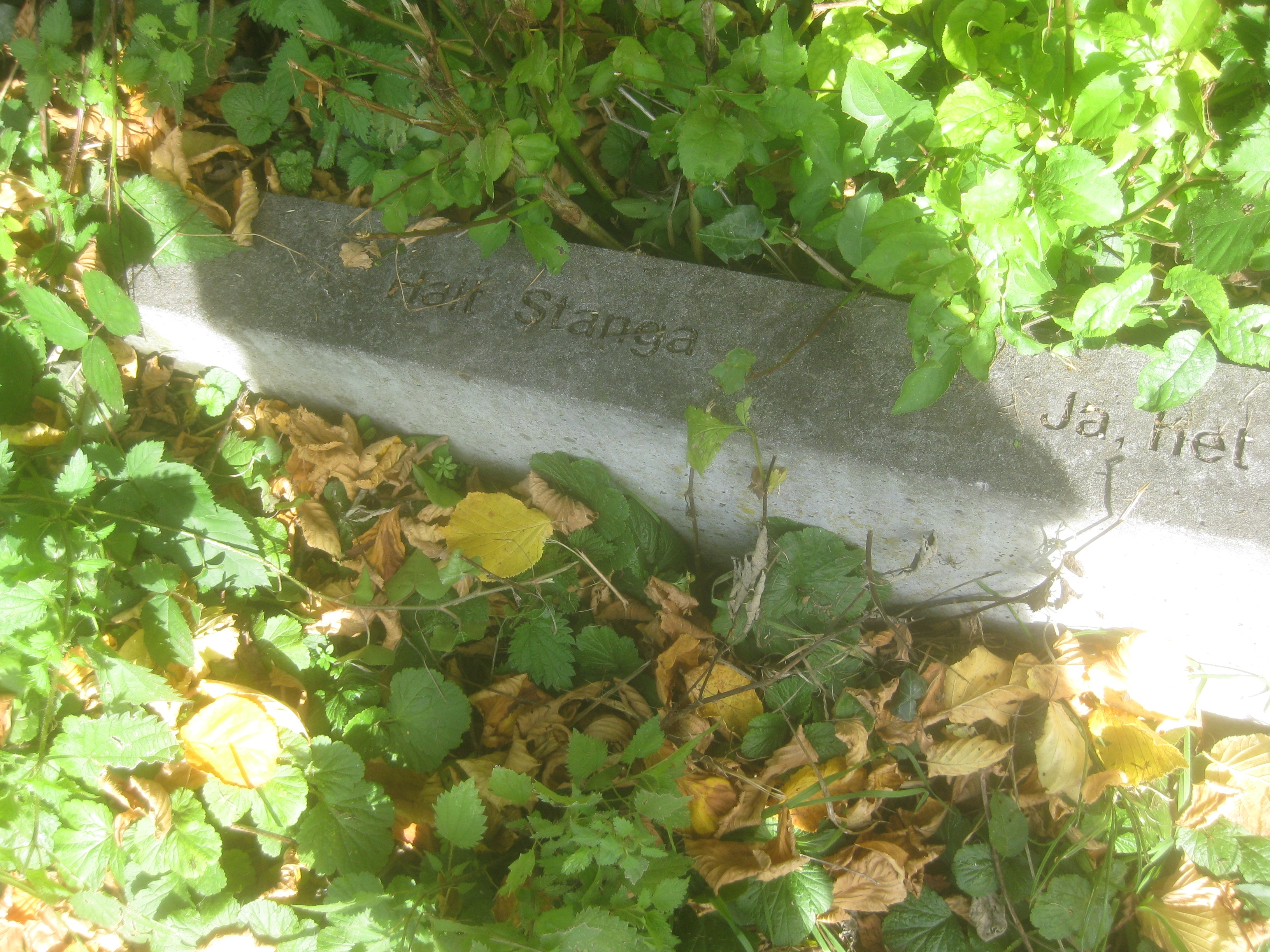

Lyrikstationen sind Verweilplätze am Wartberg und im Leibfriedschen Garten in Stuttgart, die mit kleinen Gedichtinstallationen den Spaziergänger zu einer Denkpause einladen.
Zehn Gedichte wurden im Rahmen des Wettbewerbs „Die IGA und das Wort“ von den baden-württembergischen Schriftstellern Heima Hasters, Christoph Lippelt, Peter Schlack, Rainer Wochele und Ulrich Zimmermann beigesteuert und nach Entwürfen des Graphikers Hanns Lohrer optisch in Szene gesetzt.
Sechs „Merksteine“ nach Entwürfen des Landschaftsarchitekten Hans Luz tragen Gravuren
mit Mundartgedichten von Peter Schlack, die den „Merkmalen der Schwaben“ gewidmet sind.

## Vorgeschichte

### Stationenkonzept
Im Verlauf der Planungen für die Bundesgartenschau 1977 (BGS 1977) in Stuttgart wurde erwogen, den Übergangsbereich zwischen dem Unteren Schlossgarten und der Villa Berg nicht in die Ausstellung einzubeziehen, „da niemand diesen Berg hinaufsteigen würde“. Ein Journalist hielt dagegen, „man müsse dem Bereich nur einen schönen Namen geben, dann gehen die Leute auch hin; nennt es »Paradiesweg«“. Die Gestaltung des Paradieswegs wurde Hans Luz übertragen, dessen Planungsgruppe mit der Rahmenplanung für die Gartenschau beauftragt worden war. Luz entschied sich dafür, den Aufstieg durch Zwischenstationen, kleine Themengärtchen zum Verweilen, zu erleichtern. So entstand ein „Stationenweg“, und das Stationenkonzept war geboren.
Für die Gestaltung der Gärten zog er den Grafikdesigner Hanns Lohrer (1912–1995) und die Architekten Knut Lohrer (* 1937) und Günter Hermann hinzu:
„Sie haben Gärten gebaut mit dem, was zu einem Garten gehört: Hütte, Zaun, Plastik, Sinnspruch. Sie [die Gärten] hatten Themen und dazu passende Namen: Urgarten, Wassergarten, Staudengarten, Lustgarten, Duftgarten, Unkrautgarten, Nachtschattengarten, Häfelesgarten – jeder für sich ein kleines Kunstwerk.“
Die Sinnsprüche wurden aus Lesebüchern ausgewählt.

### Planung
Zur Internationalen Gartenbauausstellung 1993 (IGA 93) griff Luz sein Stationenkonzept wieder auf, das er „als einen wichtigen Teil unserer Planungsphilosophie“ betrachtete:
„Um den Aufstieg zum Killesberg etwas kurzweiliger und interessanter zu machen, schien uns das beim Paradiesweg erprobte und bei der Landesgartenschau Baden-Baden 1981 weiterentwickelte Stationenkonzept geeignet.“.
„So haben wir nach Stellen gesucht, an denen sich mit gestalteten Verdichtungen Ziel- und Aufenthaltspunkte, Stationen schaffen lassen und dafür auf den jeweiligen Ort bezogene Namen erfunden: Bei der Buche, Grottenloch, Keuper, Donars Stich, Der Leibfried usw. Wir dachten daran, diese Punkte mit einem Parcours zu verbinden, der einen Lebenslauf widerspiegelt: Liebe, Geburt, Spiel, Schaffen, Träumen, Politik, Wohnen, Leben und Vergehen. Wir wollten in diesen Weg auch das Wort einbeziehen und das Ganze zusammen mit uns bekannten und vertrauten Künstlern und Literaten verwirklichen.“
„Die Planungsgruppe Luz / Egenhofer / Lohrer / Schlaich wollte so die äußere und die innere Natur, den Park und die Seelenlandschaft zusammenführen.“

### Realisierung
Bei der IGA 93 wie schon bei der Landesgartenschau in Baden-Baden 1981 durfte Luz sein Konzept allerdings nur „unter Aufsicht und nicht so frei und locker“ wie bei der BGS 1977 realisieren. Die ursprüngliche Idee eines Stationenwegs mit Kunst- und Wortbeiträgen wurde nicht eingehalten, so dass heute die Kunststationen ebenso wie die Lyrikstationen meist als Solitäre in der Landschaft stehen. Auch aus der Zusammenarbeit „mit uns bekannten und vertrauten Künstlern und Literaten“ wurde nichts.
Für die Kunststationen wurde ein Wettbewerb ausgeschrieben. Die Auswahl unter den teilnehmenden Künstlern traf 1989 eine „hochkarätige Jury“.
Ein Jahr später wurde unter Mitwirkung des Verbands deutscher Schriftsteller, Landesverband Baden-Württemberg, unter dem Titel „Die IGA und das Wort“ ein regionaler Wettbewerb ausgeschrieben, an dem Schriftsteller aus Baden-Württemberg Wortbeiträge wie „Aphorismen, Epigramme und lyrische Kurzformen“ liefern konnten. Eine Jury, bestehend aus Michael Kienzle, Otto Jägersberg und Helmut Böttiger, traf unter den eingelieferten Beiträgen eine Auswahl, und die ausgewählten Texte wurden von der Stadt Stuttgart angekauft.
In dem Wettbewerb kamen
„einheimische Literaten mit ganz unterschiedlichen Texten zu Wort – Heima Hasters aus Karlsruhe, Christoph Lippelt, Peter Schlack und Rainer Wochele aus Stuttgart, Ulrich Zimmermann aus Ettlingen. Ihre Texte sind Denk-Male im wörtlichen Sinn, deren durchgehendes Thema die Natur ist: die Natur des Menschen, die Vergänglichkeit, die Natur als Aufgabe, als Objekt, als Fluchtpunkt, der pervertierte Naturbegriff, die Natur als Feind der Natur.“
Die ausgewählten Gedichte wurden an einigen Kunststationen oder kleinen Verweilplätzen auf dem Wartberg und im Leibfriedschen Garten als „Lyrikstationen“ implementiert. Die Texte wurden nach Entwürfen des Stuttgarter Grafikdesigners und Plakatkünstlers Hanns Lohrer (1912–1995) „im Gelände in optische Gestalt umgesetzt“, wobei die Realisierung des gestalterischen Konzepts teilweise auf Grund von Budgetproblemen beeinträchtigt wurde. So lagen etwa zwei Entwürfe von Bildhauern für die Lyrikstation Der Wartestein von Heima Hasters vor, die sich darüber ärgerte, dass diese Entwürfe ignoriert wurden und „meinen fröhlichen Wartestein als eine Art Zementblock oder Sarg halb in einen Hang gestopft zu erleben, ohne Rücksprache“.

## Die IGA und das Wort
Im Rahmen des Wettbewerbs „Die IGA und das Wort“ entstanden zehn Lyrikstationen, drei von Heima Hasters, je zwei von Christoph Lippelt, Peter Schlack und Rainer Wochele und eine Station von Ulrich Zimmermann.

### Lageplan
Legende

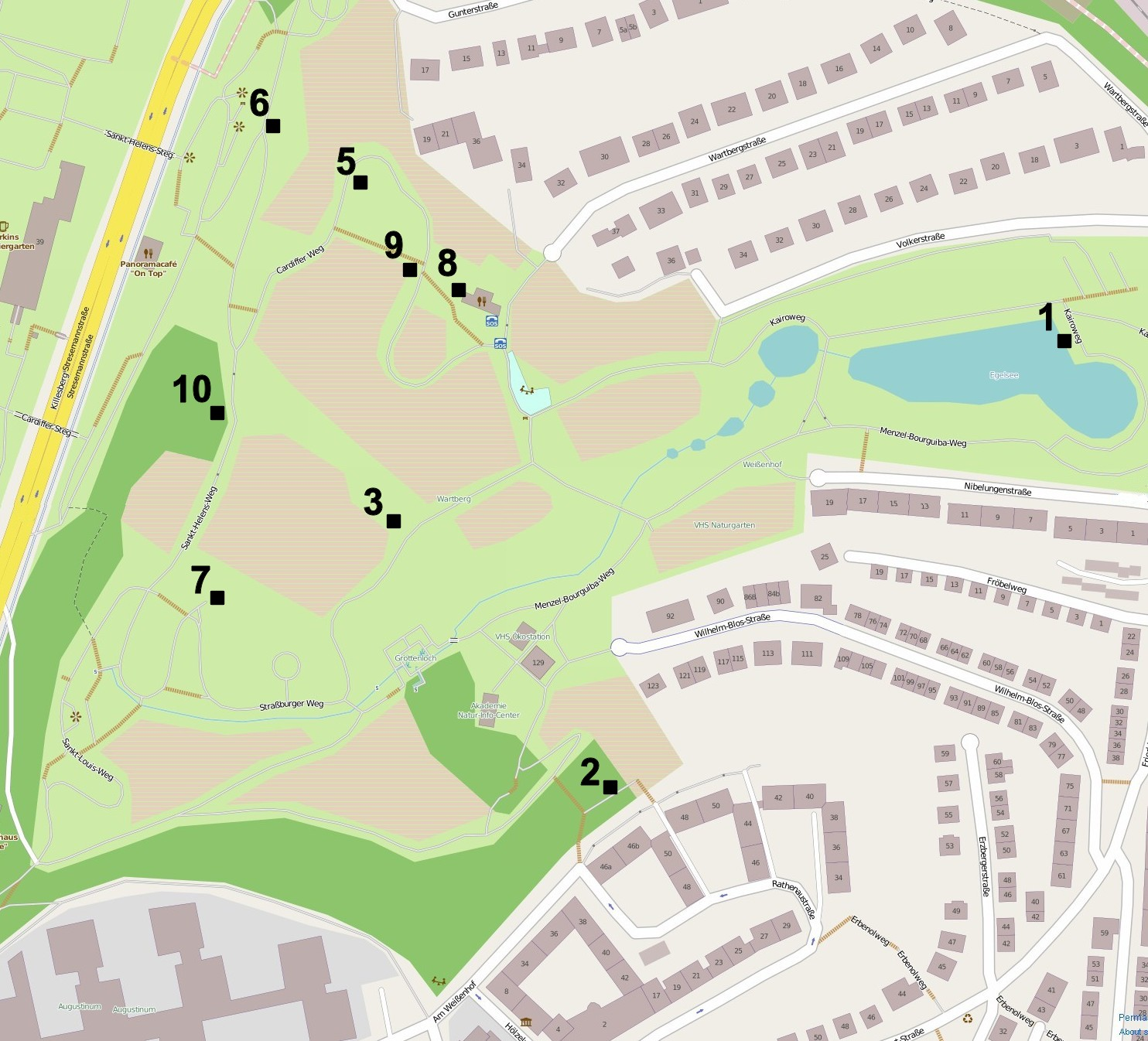
Lageplan der Lyrikstationen „Die IGA und das Wort“.

1. Heima Hasters: Es kommt nicht darauf an
2. Heima Hasters: O Heimatplanet
3. Heima Hasters: Der Wartestein
4. Christoph Lippelt: Aus ihren Ruinen kommen wir
Die Lyrikstation Nr. 4 befindet sich außerhalb dieses Plans in der Kunststation Villa Moser.
Standort: siehe Kunststation Villa Moser, Plan 2, Nr. 55 (Sackgasse).
5. Christoph Lippelt: Wundermild wie wunderwild
6. Peter Schlack: Strôßa Strôßa
7. Peter Schlack: Halt Stanga
8. Rainer Wochele: Will nix mehr hören
9. Rainer Wochele: Nehmen müssen wir
10. Ulrich Zimmermann: stabat mater purpurea

### Heima Hasters
Die Karlsruher Schriftstellerin Heima Hasters lieferte Beiträge für drei Lyrikstationen.

#### Der Wartestein
| Standort: Straßburger Weg, halbwegs zwischen der Kunststation Unter den Stangen und der Einmündung in den Menzel-Bourgiba-Weg, Karte Ein liegender Steinquader trägt auf seiner dem Straßburger Weg zugewandten Stirnseite eine Inschrift mit einem Gedicht von Heima Hasters, dessen Titel Der Wartestein auf den Wartberg Bezug nimmt. Der Wartestein wartet auf alles: Wunder, Chance, Hauptgewinn oder Mann oder Frau oder nur auf acht Uhr. Gib Auftrag! Er wartet, und du, du kannst leben inzwischen! |

#### Es kommt nicht darauf an
| Ehemaliger Standort: Am Ufer des Egelsees, nördlich der Fontäne, Karte Eine große Plexiglas-Platte am Ufer des Egelsees trug den Text des Gedichts Es kommt nicht darauf an von Heima Hasters. Die Plexiglas-Platte ist offenbar verschwunden. Es kommt nicht darauf an, nicht naß zu werden. Es kommt darauf an, möglichst nah ran- zukommen, möglichst gut durch- zublicken, und möglichst auch dann noch zu nicken. Helma Hasters |

#### O Heimatplanet
| Standort: Am Weißenhof 46A, Treppenabgang, erster Seitenweg rechts, Karte Eine Vier-Stangen-Pyramide trägt den Text des Gedichts O Heimatplanet von Heima Hasters. O Heimatplanet O Fakt der steht du bist so ganz mein Fall im All Ich hab dich gern du blauer Stern wo Wasser Wurm und Watt und der Hai seine Heimat hat Heima Hasters |

### Christoph Lippelt
Der Stuttgarter Dichterarzt Christoph Lippelt (* 1938) lieferte Beiträge für zwei Lyrikstationen.

#### Aus ihren Ruinen kommen wir
| Standort: Kunststation Villa Moser, gegenüber dem Belvedere, Karte Eine liegende, rautenförmige Blechtafel gibt den ausgestanzten Text eines Gedichtes wieder von Christoph Lippelt, „ein dunkles Memento mori“. Aus ihren Ruinen kommen wir aus ihren Gärten Wir gehen über sie hinweg wie man über uns hinweggehen wird Es bleiben unsere Namen flüchtig Christoph Lippelt |

#### Wundermild wie wunderwild
| Standort: Cardiffer Weg, zwischen dem Vereinsheim Egelsee und der Einmündung in den St.-Helens-Weg, Karte Ein Stationsschild – „Kunststation Wundermild, Spielstation Bergwächter“ – kennzeichnet den Zugang zu einem rechteckigen Boskett aus übermannshohen Thujahecken. Die zwischen den Hecken verborgene Kunststation besteht aus einer hohen Stange mit einer kleinen bunten Leiter an der Spitze. Das Leiterchen nimmt Bezug auf eine Verszeile in Christoph Lippels Gedicht, das in eine Steinplatte am Boden eingraviert ist. Die Spielstation Bergwächter ist inzwischen verschwunden, so wie es das Gedicht ahnungsvoll prophezeite („das Hüttchen verfiel“). Wundermild wie wunderwild in Hüttchen auf Hühnerbeinen Lauben Türkis und Schlösser aus Brett und Kinderrufe im Schild Das Hüttchen verfiel das Wunder verrann des Lebens steile Leiter begann und wir waren nicht mehr im Bild Christoph Lippelt |

### Peter Schlack
Der Stuttgarter Mundartdichter Peter Schlack lieferte mehrere Beiträge für Lyrikstationen auf dem Wartberg.

#### Halt Stanga
| Standort: am Anfang der Kunststation Unter den Stangen, Karte Den Beginn der Kunststation Unter den Stangen von Hans Dieter Bohnet markiert eine niedrige Betonmauer, die einen Rastplatz mit drei Sitzbankgruppen an einer Sackgasse des Straßburger Wegs abschließt. Die Mauer ist auf die Stangen der Kunststation hin ausgerichtet und zeigt wie diese mit ihrer Oberkante die Höhe von 308 m über NN an. In die Deckfläche der Mauer ist ein Vierzeiler von Peter Schlack eingraviert, der „augenzwinkernd fröhlich“ die Kunststation „und gleichzeitig die Mentalität seiner Landsleute aufs Korn nimmt“. Halt Stanga Ja, het mr do net wenigstens a paar Bohna nuffziaga kenna Peter Schlack |

#### Strôßa Strôßa
| Standort: St.-Helens-Weg, zwischen der Kunststation Bienengarten und dem Biergarten On Top, Karte Das Gedicht von Peter Schlack ist auf einer weiß lackierten Blechrolle aufgedruckt, die einer Schriftrolle ähnlich sieht und wie zufällig auf einer Mauer zu liegen scheint. Strôßa Strôßa Heiser Rasa Gärtla Wiesa Wald Äcker En Ordnong Wo mr ogschickt nòhkommt Okraut Peter Schlack |

### Rainer Wochele
Der  Stuttgarter Schriftsteller Rainer Wochele lieferte Beiträge für zwei Lyrikstationen in unmittelbarer Nähe des Vereinsheims am Egelsee auf dem Wartberg.

#### Nehmen müssen wir
| Standort: Cardiffer Weg, 40 m nordwestlich des Vereinsheims am Egelsee, Karte Eine oben aufgeklappte Schachtel aus rostigem Blech („Stahlschrank“) steht wie ein Mahnmal an einer Weggabelung am westlichen Hang des Wartbergs. Die ausgestanzten Buchstaben in einem der Deckel geben ein Gedicht von Rainer Wochele wieder. Nehmen müssen wir wir müssen nehmen wir müssen doch nehmen was der markt gibt alles andere wäre wider die Natur wächst doch auch ständig Rainer Wochele |

#### Will nix mehr hören
| Standort: Cardiffer Weg, westlich des Vereinsheims am Egelsee, Karte In die Glasscheibe in der Mitte einer stilisierten Satellitenschüssel war das Gedicht „Will nix mehr hören“ von Rainer Wochele eingraviert. Die Gravur ist inzwischen verschwunden. Will nix mehr hören laß die rolläden runter die zeitung zu ich schalt ab komm wir gehen rüber ins gärtle bißchen nach den rosen schaun Rainer Wochele |

### Ulrich Zimmermann
Der Ettlinger Schriftstellers Ulrich Zimmermann lieferte einen Beitrag für eine Lyrikstation.

#### stabat mater purpurea
| Standort: Kunststation Bei der Buche, Karte Das Gedicht von Ulrich Zimmermann wurde in die stilisierten Jahresringe eines steinernen Baumstumpfs eingraviert. stabat mater purpurea nimmt Bezug auf das mittelalterliche lateinische Gedicht Stabat mater dolorosa („Es stand die Mutter schmerzerfüllt“), das die Gottesmutter Maria in ihrem Schmerz um ihren gekreuzigten Sohn Jesus besingt. Zimmermanns Gedicht („Es stand die Purpurbuche“) besingt die Blutbuche, die Karina Raeck durch ihre Installation mit einem Schutzschild versehen wollte. Anders als ihre älteren Verwandten widerstand die große, mächtige Blutbuche nach Ansicht Zimmermanns dem Ansturm des Orkans, weil sie tiefer im Keuper verwurzelt war als jene. stabat mater purpurea deine Schwestern Großmutterbuchen hingestreckt in einer Nacht der Mörder ein Kerl mit Namen Orkan doch du im Keuper tiefer wurzelnd Buchstab für Buchstabe fein umhegt Buche ich fluche unseren Taten Ulrich Zimmermann |

## Merkmale der Schwaben
Sechs Mundartgedichte von Peter Schlack mit Umschreibungen der „Merkmale der Schwaben“ wurden auf „Merksteine“ nach Entwürfen des Landschaftsarchitekten Hans Luz graviert. Diese Lyrikstationen liegen bei der Kunststation Im Keuper am St.-Louis-Weg zwischen dem Straßburger Weg und dem St.-Helens-Weg:
| Schwabenmerkmal | Gedichtanfang     |
| --------------- | ----------------- |
| Trinken         | Im Wein           |
| Schaffen´       | S gibt sotte      |
| Sparen          | Der gönnt         |
| Sinnieren       | Möglichkeita      |
| Lieben          | i mog di          |
| Weltgeist       | Ihr machat d Auga |

| Straßburger Weg Ruhbank Runde Sitzgruppe Trinken Schaffen Weinpresse Treppe Halbfertige Sitzgruppe Sparen Sinnieren Sitzgruppe „Insignien des Landes BW“ Lieben Weltgeist Holzbank St.-Helens-Weg |

Schematischer Lageplan
der Standorte am St.-Louis-Weg
zwischen dem Straßburger Weg
und dem St.-Helens-Weg.

### Schaffen
| Standort: St.-Louis-Weg. Bei der Weinpresse am St.-Louis-Weg, hinten links neben einer Steinbank, befindet sich ein überwucherter und bemooster Sandsteinwürfel, in dessen Deckfläche ein Gedicht von Peter Schlack eingraviert ist. S gibt sotte dia schaffet firs Geld ond sotte fir dia schaffts Geld Jetzt rat wer meh dr vo hot Aber Geld macht jo net glücklich |

### Sparen
| Standort: St.-Louis-Weg, Karte Nahe der Einmündung des St.-Louis-Wegs in den St.-Helens-Weg führt eine Treppe auf eine kleine Lichtung. Zur Rechten lädt eine breite Holzbank zum Verweilen ein (siehe Lyrikstation Weltgeist), der Sitzgruppe zur Linken fehlen Tischplatte bzw. Sitzfläche. Ein niedriger Sandsteinzylinder bei der Sitzgruppe trägt auf der Deckfläche die Gravur eines Gedichts von Peter Schlack. Der gönnt de Vögel neggs Der stellt no ober dr Obstkischt Vogelscheuch uff Aber d Würm den-am dafir |

### Sinnieren
| Standort: Kunststation Im Keuper, in der Nähe des Aussichtspunkts, Karte Vor einer Raststelle mit einem rechteckigen Steintisch und zylindrischen Steinhockern ist eine Sandsteinstele aufgestellt, die auf den vier Seitenflächen die vier Strophen eines Gedichtes von Peter Schlack trägt. In die Deckfläche der Stele ist ein Spiralsymbol eingekerbt. Möglichkeita wia Sand am Meer Aber dia Sandkörner sen halt ao amol große Stoi gwä Glaub jo net du wärsch gescheiter wian-i I stell me demmer wia du denksch S isch doch fir allas gsorgt viel Sonn viel Schatta Äbbes zu amma guata End brenga isch oft leichter wia a bais End net nausschiaba |

### Trinken
| Standort: St.-Louis-Weg. Am St.-Louis-Weg, nahe bei einer steinernen Sitzgruppe mit einem runden Tisch, findet sich ein baumstumpfförmiger, halbbemooster Stein, der auf seiner Deckfläche ein Gedicht von Peter Schlack trägt. Im Wein liegt Wahrheit direkt neben der Chemie |

### Lieben
| Standort: östlich der Kunststation Im Keuper, St.-Louis-Weg / St.-Helens-Weg, Karte Nahe der Einmündung des St.-Louis-Wegs in den St.-Helens-Weg ist auf einer kleinen Lichtung unter einem dreistämmigen Baum (Pappel?), der einem Kerzenleuchter ähnlich sieht, eine zylindrische Sandsteinstele aufgestellt, die ein umlaufendes Band mit archaisierenden Ritzzeichnungen äsender Tiere nach einem Entwurf von Peter Schlack ziert. In die Deckfläche ist ein Gedicht von Peter Schlack eingraviert. i mog di moinsch du mogsch mi weil moga meega mecht ich scho |

### Weltgeist
| Standort: östlich der Kunststation Im Keuper, St.-Louis-Weg, Karte Nahe der Einmündung des St.-Louis-Wegs in den St.-Helens-Weg führt eine Treppe auf eine kleine Lichtung. Zur Rechten lädt eine breite Holzbank zum Verweilen ein, der Sitzgruppe zur Linken fehlen Tischplatte bzw. Sitzfläche (siehe Lyrikstation Sparen). Bei der Holzbank ein Sandsteinwürfel ist installiert, in dessen Deckfläche ein Gedicht von Peter Schlack eingraviert ist. Ihr machat d Auga ao erscht uff wenn-r se zua machat P.S./5.92 |

## Zustand
„Für gewöhnlich bleibt es der Entdeckerfreude des Lyrikfreundes auf der Iga überlassen, die Gedichtstationen im Gelände zu finden.“ Diese euphemistische Zustandsbeschreibung kann man heute nicht mehr teilen, da es teilweise fast archäologischen Geschicks bedarf, um manche Lyrikstationen aufzufinden, weil sie ungeschickt im Gelände positioniert und von Pflanzenwerk überwuchert sind. Da die ursprüngliche Idee eines Stationenwegs mit Kunst- und Wortbeiträgen nicht eingehalten wurde, sind die Lyrikstationen kreuz und quer im Gelände verstreut und oft nur anhand eines Planes aufzufinden.
Die steinernen Lyrikstationen sind teilweise mit Moos und Flechten überzogen und daher nur noch schwer zu entziffern (z. B. Der Wartestein), teilweise sind sie auf Grund ihrer niedrigen Höhe und Waldrandnähe fast eingewachsen (z. B. Trinken). Bei einer Lyrikstation ist der Gedichttext abhandengekommen (Will nix mehr hören), eine andere Lyrikstation ist ganz verschwunden (Es kommt nicht darauf an). Es fehlt offensichtlich an einer systematischen Betreuung und Pflege der Lyrikstationen.